# Spread Eagle (Wandsworth)

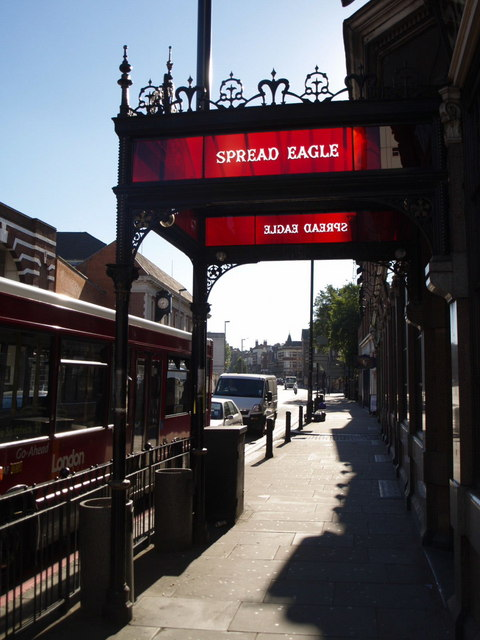
Alpendre, The Spread Eagle

O Spread Eagle é um estabelecimento público listado como Grade II na 69-71 Wandsworth High Street, Wandsworth, em Londres.
Foi construído no final do século XIX, e o arquitecto é desconhecido.